# Budgetloven
Budgetloven er den lov, som implementerer  finanspagtens krav om balance på de offentlige finanser i dansk lovgivning. Den blev vedtaget af et bredt flertal i Folketinget i maj 2012 og har i praksis haft virkning fra finansåret 2014.
Budgetloven indebærer, at det strukturelle offentlige underskud årligt højst må udgøre ½ pct. af BNP. Den fastlægger desuden et for Danmarks vedkommende nyt udgiftspolitisk styringssystem med udgiftslofter for henholdsvis stat, kommuner og regioner. Grænseværdierne er fastsat for at sikre, at den offentlige økonomi under en lavkonjunktur ikke vil kunne overskride underskudsgrænsen i EU's Stabilitets- og Vækstpagt på 3 pct. af BNP.

## Baggrund
Før budgetloven var de udgiftspolitiske rammer baseret på mål for væksten i det offentlige forbrug. Overskridelser i forhold til disse målsætninger havde ingen juridiske konsekvenser for den siddende regering. Budgetloven indebærer, at skiftende regeringer er underlagt det samme sæt juridisk bindende finanspolitiske spilleregler.

## Rammer
Der indføres nogle særlige udgiftslofter for de offentlige delsektorer. Disse lofter sigter mod at opfylde budgetlovens finanspolitiske målsætninger om budgetbalance. Udgiftslofterne udgør en øvre grænse for de årlige udgifter på følgende områder: 
- Staten, hvor der dels fastsættes en øvre grænse for de statslige nettodriftsudgifter, udgifter til tilskud mv., dels en øvre grænse for de statslige udgifter i finansåret til indkomstoverførsler mv.
- Kommunerne, hvor der fastsættes en øvre grænse for de kommunale nettodriftsudgifter til service.
- Regionerne, hvor der fastsættes en øvre grænse for de regionale nettodriftsudgifter til sundhedsområdet og til udviklingsopgaver.[1]

De kommunale bloktilskud nedsættes, hvis kommunerne overskrider udgiftsrammerne i deres budgetter. Alle kommuner skal i så fald bidrage, men de kommuner, der står for overskridelsen rammes hårdest. Budgetloven griber således ind i de årlige forhandlinger mellem finansministeriet og KL om det kommende års kommunale udgiftsloft.

## Kritik
KL har udtrykt kritik af budgetlovens indbyggede automatik, fordi omprioriteringsbidraget, som fjerner over 7 mia. kr. fra kommunernes budgetter i finansårene 2016 - 2019, lægger et pres på den kommunale økonomi. 
Samtidig har kommunerne en økonomisk udfordring med integration af flygtninge, som gør det vanskeligt at ”planlægge et år ud i fremtiden, som budgetloven dikterer.” En anden, mere principiel kritik går ud på, at budgetloven begrænser Folketingets muligheder for at benytte finansloven som overordnet økonomisk – politisk instrument.

## Eksterne links
- ’’Lov om kommunal udligning og generelle tilskud til kommuner’’, jf. lbk. nr. 798 af 24/06/2013, Retsinformation
- Finansministeriet::Budgetloven Arkiveret 7. september 2018 hos  Wayback Machine